# Alpheüs (rivier)
De Alpheüs (Grieks: Ἀλφειός, Alpheiós), tegenwoordig uitgesproken als Alfiós, met klemtoon op de -o-) is de naam van een rivier in Griekenland.

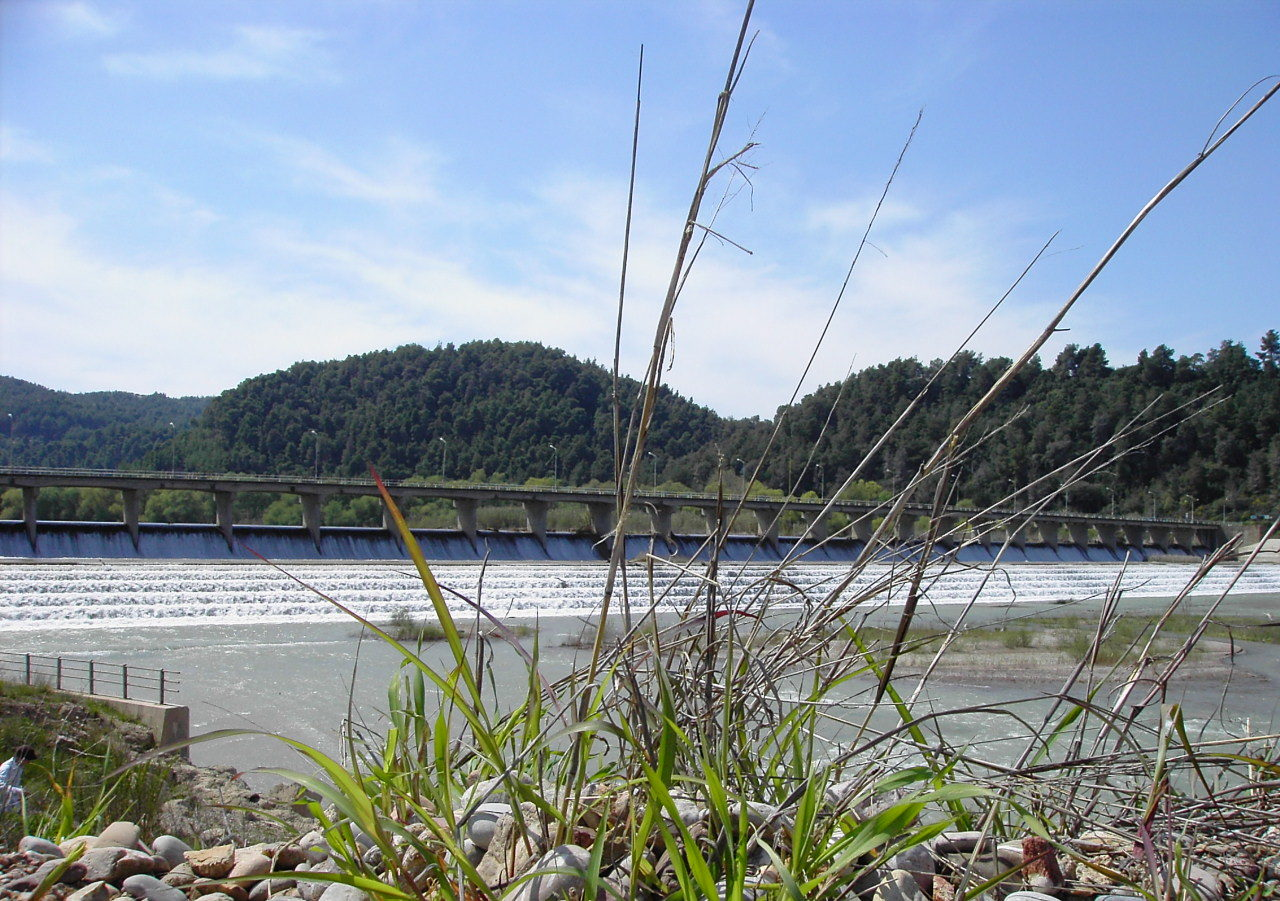
Stuwdam op de Alpheüs, in de buurt van Olympía ...

Het is de grootste rivier op de Peloponnesos, ontspringt in de nomos Arcadië in de Taigetos nabij Megalopolis, stroomt door de nomos Ilia (het oudgriekse Elis) en mondt uit in de Ionische Zee ten Westen van Olympia, nabij Epitalion. Aan zijn oevers liggen onder meer het schilderachtige stadje Karýtena en het tempeldomein van Olympia.
De Alpheüs is ca. 90 km lang en stroomt, hier en daar ondergronds, door een karstachtig gebied.
Mede door dit feit is de stroomgod Alpheüs betrokken in verscheidene mythen en sagen. Evenals ontelbare stroom- en zeegoden geldt Alpheüs als een zoon van Oceanus en Tethys. Hij vatte liefde op voor de nimf Arethusa en achtervolgde haar onder de zee door naar Sicilië, waar hij als een zoetwaterbron weer aan het aardoppervlak kwam op het eiland Ortygia bij Syracuse.
In de sagen rond Herakles bouwde deze een afdamming in de Alpheus (en de Peneos) om de Augiasstal te reinigen.